# Hahausen
Hahausen là một đô thị thuộc huyện Goslar trong bang Niedersachsen, Đức. Đô thị này có diện tích 9,65 km².